# Холоденко, Валерий Александрович
Холоденко Валерий Александрович (26 ноября 1945 — 8 сентября 1993) — ленинградский прозаик.

## Биография
Родился и всю жизнь прожил в Ленинграде. С 1962 по 1967 годы, после восьми классов школы, учился в Ленинградском художественном училище имени Серова на отделении художественного оформления. Создал там джаз-оркестр (сам он играл на барабанах). В эти годы он стал посещать занятия в ЛИТО «Голос юности» при Доме культуры учащихся профтехобразования (улица Софьи Перовской [Малая Конюшенная], 3) под руководством Д.Дара и А. Ельянова. Среди воспитанников этого ЛИТО были Глеб Горбовский, Олег Охапкин, Виктор Соснора.
В 1972 году в литературно-художественном альманахе «Молодой Ленинград», составленном А. Ельяновым (среди авторов — Елена Игнатова, Юрий Шигашов, Геннадий Алексеев, Владимир Алексеев, Герман Сабуров, Александр Матюшкин-Герке, Михаил Мишин, Александр Житинский и др.), появилась первая публикация В. Холоденко — рассказ «Мир на двоих», который являлся «удобоваримым» для опубликования и сильно сокращённым и изменённым вариантом повести «Законы молитв» (1969). Эта светлая, умная и страстная повесть была в своё время высоко оценена Д. Даром (чего стоят, например, такие его слова в одном из писем: «…ты не мой ученик — ты явный и блестящий ученик Томаса Манна и Владимира Набокова — единственный их ученик в советской литературе»). Примерно в то же время Давид Яковлевич говорит начинающему прозаику: «Спасибо тебе за то, что ты научил меня писать о сексе». К концу 1960-х — началу 1970-х годов относится один из самых ярких образчиков его ранней прозы — рассказ «Ночной дождь». Он совершенен по форме, наполнен светлой лирической энергией и содержит множество образов, которые будут жить и развиваться в его более поздних произведениях.
К кругу знакомых В. Холоденко конца 60-х — начала 70-х относились Сергей Довлатов, Александр Житинский, Виктор Соснора, Эльга Линецкая, Геннадий Гор, Глеб Горбовский, Владимир Марамзин, Натан Федоровский.

Пьяный Холоденко шумел:
«Ну и жук этот Фолкнер! Украл, паскуда, мой сюжет!..»
(Сергей Довлатов, «Соло на ундервуде»)

А в конце 1970-х Давид Дар (живущий в Израиле) упоминает В. Холоденко в одном из писем к С. Довлатову (живущему в США) и причисляет его, наряду с некоторыми другими писателями, уже к «жертвам литературы», прилагая эпитеты «спившиеся», «несчастные», «честные», «мужественные» и др.

Дар ответил: 

 «…Эта международная кампания была инспирирована вашим панибратским отношением к вашим же несчастным современникам. Я обиделся за Володю Губина, Юру Шигашова, Холоденко, Алексеева и других весьма талантливых, на мой взгляд, писателей, которые в отличие от вас не обладают могучей, исполинской фигурой, атомной энергией, вашей армяно-еврейской жизнеспособностью. Подтрунивать можно над победителями — Львом Толстым, Владимиром Набоковым, Андреем Битовым, Сергеем Довлатовым, но подтрунивать над спившимися, припадочными, несчастными, всеми оплеванными, честными, мужественными ЖЕРТВАМИ литературы, на мой взгляд, непорядочно. Ни Губин, ни Шигашов, ни Холоденко не бежали с поля боя, как, допустим, — Воскобойников или Горбовский, и поэтому они заслуживают уважения. А вы о Вере Федоровне пишете с уважением, и даже обо мне, а о Володе Губине — без должного уважения. За это следует бить морду. Любому…» 

(С. Довлатов, «Последний чудак»)

Следующей (и последней при жизни) публикации пришлось ждать целых двадцать лет. В 1992 году был опубликован написанный в 1969-1987 годах рассказ «Ловец» («Из книги моих преступлений») — в журнале «Нева» (№ 10) и, с небольшими изменениями, в «Вестнике новой литературы». В это время писатель уже был безнадёжно болен.
В. Холоденко работал художником в разных трестах, библиотеках и воинских частях, маляром, контролёром КПП, стрелком ВОХР, гардеробщиком.
То, что опубликовано — лишь надводная часть айсберга. Все остальные рукописи лежат в столе, который, вместе с верным «Ундервудом» и архивом, хранится в семье его дочери. Среди этих рукописей — романы, повести, рассказы, эссе, рассказы для детей.
Его кредо, как в творчестве, так и в жизни — любовь ко всему живому. В повести «Рисовальщик» (1974-1990) есть такие слова: «Он влюблялся во всё красивое без страха: будь то женщина или мужчина, цветок или зверь, он не скрывал своей нежности». Отсюда, от этой нежности, от перевода любой мысли или внешнего события в чувства — обилие внутренних монологов-признаний, многоточий; его лирические герои (которые всегда автобиографичны) целуют, обнимают, плачут (множество разновидностей слёз, в том числе и мужских, в том числе и пьяных), смеются. По сути, это следствие его слияния с окружением, с природой, с другими людьми; «соединения», как любил повторять В. Холоденко.
Трагизм мироощущения и надрывность чувств усиливаются, доходя почти до мыслимого предела, в поздних романах: «Возвращение из рая» (1990) и «Собственный дом» (1992—1993) (также «Из книги моих преступлений»). Герой «Возвращения из рая» постоянно думает о смерти, но цепляется за жизнь, призывая на помощь красоту, бьющую через край страсть, чуткость к окружающим людям, творчество, вино — и даже фольклорные городские топонимы вроде «поребрик Елисея», «катькин садик», «улица Рубьэйнштейна». Всё это присутствует и в романе «Собственный дом», оказавшемся последним, где основное место действия — сумасшедший дом. Художник Георгий говорит: «Он себя понимал только через боль», и эта боль ощущается физически. Так могут писать те, кто действительно сильно страдает.
Ленинград В. Холоденко (он не любил имени «Санкт-Петербург» в приложении к современному городу) — это прежде всего район Фонтанки. Сам он жил сначала на Фонтанке, 46 (дворовый флигель), а с конца 1970-х годов — на Фонтанке, 52 (окна на набережную, первый этаж). В его маршруты, как в реальной жизни, так и на страницах художественных произведений, входят Аничков и Ломоносовский мосты, Фонтанный дом, Михайловский замок, Толстовский дом, улица Рубинштейна, Владимирская площадь. В пронзительно лирическом рассказе «Ленинградский этюд» (1991) писатель признаётся в любви «своей маленькой Родине — Фонтанке реке». Он описывает свою полубезумную, вдохновлённую струями и барабанной дробью дождя, прогулку по утренней набережной, в которую вовлечены любимые им с детства звуки, цвета, запахи и виды; тайком от жены: сейчас его жена и любовница — река. Близость шумного и блестящего Невского проспекта тоже сильно чувствуется в его произведениях; по сути, В. Холоденко непрерывно проходит свой юношеский путь от дома до «Голоса юности» и обратно. В «Собственном доме» герой, который из змеи превратился в птицу, летит над Невским, Аничковым мостом (который становится для писателя своеобразным магистральным перекрёстком), Сайгоном на углу Владимирского…

## Произведения

### Романы, повести
1969-1992 гг.
- Законы молитв — повесть

1970-1992 гг.
- Из книги моих преступлений. Ловец.

1974 — 1990 гг.
- Рисовальщик — повесть

1990 г.
- Возвращение из рая — роман
- И они узнали его — неоконч. роман
- Мост — повесть (опубл. «Коллекция: Петербургская проза», СПб.: 2004)

1992 — 1993 гг.
- Из книги моих преступлений. Собственный дом — роман

### Эссе
1971 г.
- Архитектура мечтаний (размышления вообще о том, что такое мы, или о самом себе несостоявшемся)

1991 г.
- Ленинградский этюд

### Рассказы
кон.1960-х — нач.1970-х гг.
- Ночной дождь

1970-е гг.
- Поющие месяца
- Сочинение на тему
- Вариации на восприятие еврейской жизни
- К Новому году
- Как делается морковка
- Маленький бар в большом городе

1991 г.
- Необычный свидетель

1992 г.
- Третье рождение
- Из рассказа соседки

## Публикации
- 1972 — «Мир на двоих» (в альманахе «Молодой Ленинград»)[2]
- 1992 — «Ловец» (в журнале «Нева» и «Вестнике новой литературы»)
- 2004 — «Мост» (в альманахе «Петербургская проза. 1980-е»)[3]
- 2013 — «Рисовальщик» (в литературном журнале «Русская проза. Выпуск В»)[4]
- 2015 — «От Ленинграда до Санкт-Петербурга» (в альманахе «Царскосельские тетради. Вып.2»)[5]

Об авторе см. также — «Самиздат Ленинграда» (М.: НЛО, 2003); Г. Трифонов «Д. Дар и В. Холоденко» (ИЛНЛ.СПб.: 2000); «Дар» (СПб.: изд-во «Петербург — XXI.век», 2005);«Литературный Санкт-Петербург XX век». Энц.сл. в 2-х тт., том 2. (СПб.: Филфак СПбГУ,2011); сайт http://kkk-bluelagoon.ru/